# 德特勒夫·基希霍夫
德特勒夫·基希霍夫（德語：Detlef Kirchhoff，1967年5月21日—），德国男子赛艇运动员。他曾代表东德、德国参加1988年、1992年、1996年和2000年夏季奥林匹克运动会赛艇比赛，获得二枚银牌和一枚铜牌。